# Catedral

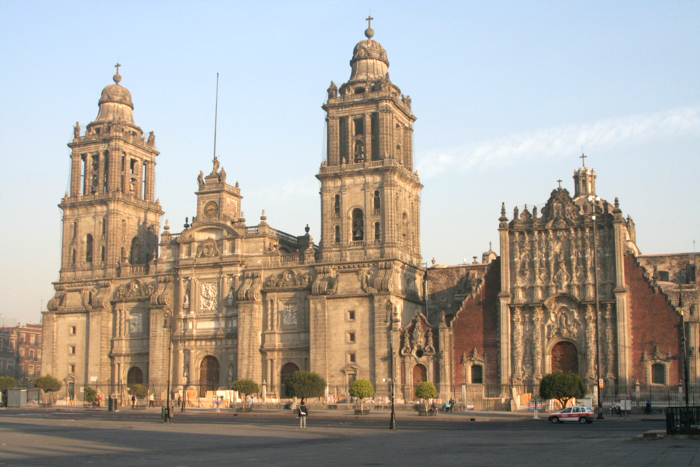
Catedral de la Ciudad de México.

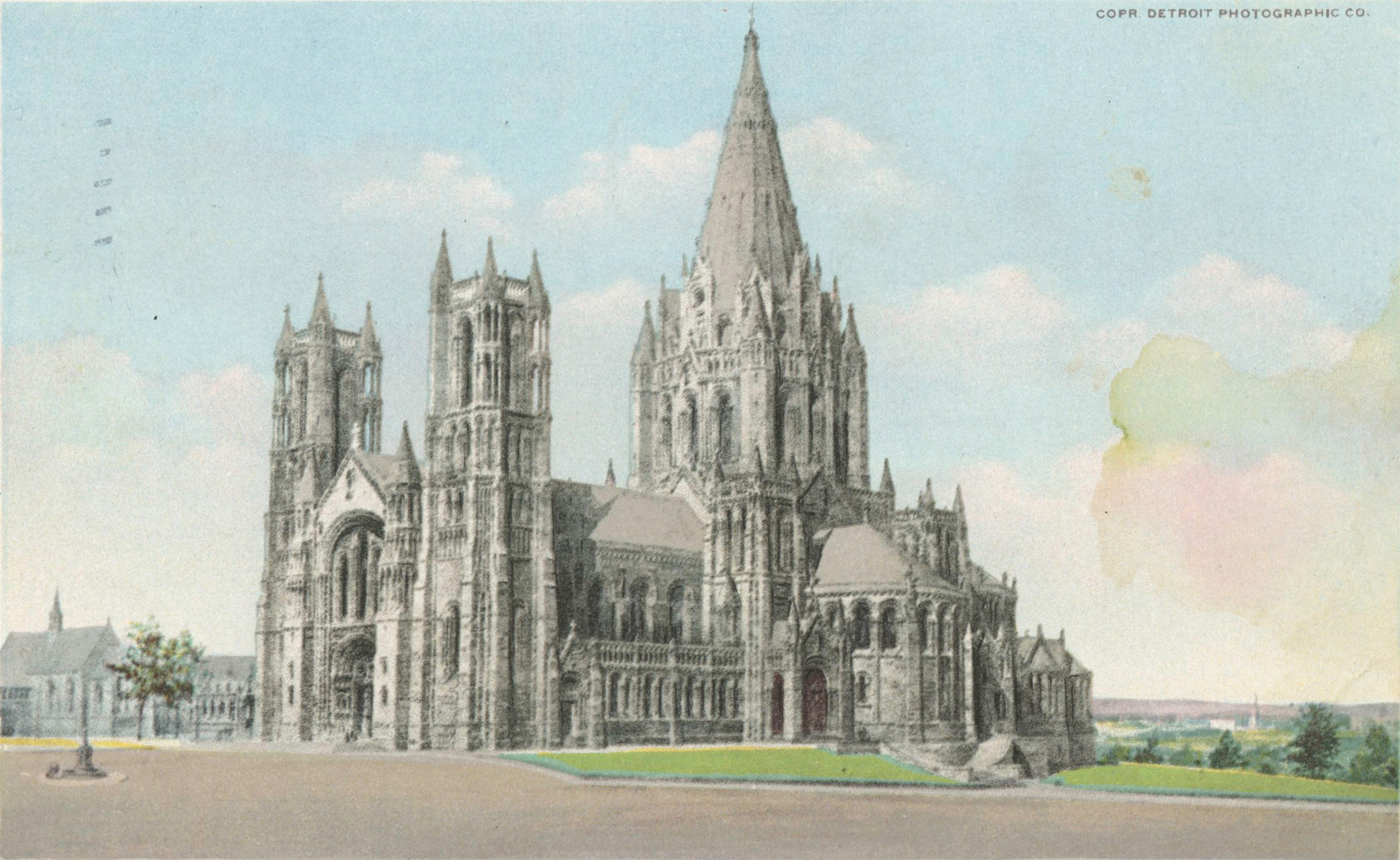
Catedral de Saint John the Divine, Nueva York

Una catedral, también llamada seo, es un templo cristiano en donde tiene su sede o cátedra el obispo de la diócesis; por tanto, es la iglesia principal o mayor de cada diócesis o iglesia particular. La sede o cátedra episcopal es el lugar desde donde cada obispo preside la comunidad cristiana, enseñando el contenido de la fe y la doctrina de la Iglesia. También administra determinados sacramentos y órdenes. La sede o cátedra simboliza la función de gobierno del obispo.
La Iglesia cristiana ortodoxa se refiere a sus catedrales como gran iglesia, aunque suele traducirse como catedral.
Los edificios eclesiásticos que encarnan las funciones de una catedral aparecieron por primera vez en Italia, Galia, España y el norte de África en el siglo IV, pero las catedrales no se universalizaron dentro de la Iglesia católica occidental hasta el siglo XII, momento en el que ya habían desarrollado formas arquitectónicas, estructuras institucionales e identidades jurídicas distintas de las iglesias parroquiales, las iglesias monásticas y las residencias episcopales. La catedral es más importante en la jerarquía que la iglesia porque es desde la catedral que el obispo gobierna el área bajo su autoridad administrativa.
Tras la Reforma Protestante, la Iglesia cristiana de varias partes de Europa occidental, como la Escocia, la Países Bajos, algunos Cantones suizos y partes de Alemania, adoptaron un sistema de gobierno presbiteriano que suprimía totalmente a los obispos. En los casos en los que los antiguos edificios catedralicios de estas tierras siguen utilizándose para el culto congregacional, generalmente conservan el título y la dignidad de "catedral", manteniendo y desarrollando funciones catedralicias diferenciadas, pero sin supremacía jerárquica. A partir del siglo XVI, pero especialmente desde el siglo XIX, las iglesias originarias de Europa Occidental han emprendido vigorosos programas de actividad misionera, que han dado lugar a la fundación de un gran número de nuevas diócesis con establecimientos catedralicios asociados de diversas formas en Asia, África, Australasia, Oceanía y América. Además, tanto la Iglesia católica como la Ortodoxa han formado nuevas diócesis en tierras anteriormente protestantes para los conversos y correligionarios emigrantes. En consecuencia, no es raro encontrar cristianos en una misma ciudad atendidos por tres o más catedrales de distintas denominaciones.

## Etimología y definición
La palabra «catedral» deriva, posiblemente a través del francés cathédrale, del latín ecclesia cathedralis, que se desarrollaría en cathedra (‘sede’), y en última instancia del griego antiguo καθέδρα, ‘asiento’/‘banco’, desarrollado a partir de κατά (‘abajo’) y ἕδρα '(‘asiento’/‘base’).
La palabra hace referencia a la presencia y prominencia de la silla o trono del obispo o arzobispo, elevado por encima tanto del clero como de los laicos, y originalmente situado de cara a la congregación desde detrás del altar mayor. En el mundo antiguo, la silla, sobre un estrado elevado, era la marca distintiva de un maestro o retórico y, por tanto, simboliza el papel del obispo como maestro. Un trono elevado dentro de una basílica era también definitivo para un magistrado presidente de la Antigüedad Tardía; y así la cathedra también simboliza el papel del obispo en el gobierno de su diócesis.
La palabra catedral, como sede de un obispo, se encuentra en la mayoría de las lenguas; sin embargo, en Europa, una iglesia catedral puede denominarse Duomo (en Italiano) o Dom (p. ej. Germán). p. ej. alemán, neerlandés, etc.), del término latín domus ecclesiae o domus episcopalis. Aunque los términos no son sinónimos (un duomo es una colegiata, afín al inglés "Minster") muchas iglesias catedralicias son también colegiatas, por lo que Duomo, o Dom, se ha convertido en el nombre común de una catedral en esos países. También es común en algunos territorios ibéricos el uso de Sé (en portugués), y Seu (en aragonés y catalán, con su forma castellana Seo), todos ellos procedentes del término latino episcopalis sedes, que significa "sede episcopal".
En la Iglesia Ortodoxa Oriental, la palabra latina catedral se traduce comúnmente como katholikon} (sobor en lenguas eslavas), que significa 'asamblea', pero este título también se aplica al monástico y a otras iglesias mayores sin responsabilidades episcopales. Cuando se refiere específicamente a la iglesia que preside un arzobispo o "metropolitano", se utiliza el término kathedrikós naós. (tdl. ‘templo catedralicio’).
El trono episcopal encarna el principio de que sólo un obispo hace una catedral, y esto se sigue aplicando incluso en las iglesias que ya no tienen obispos, pero conservan la dignidad y las funciones catedralicias en las antiguas iglesias que antes presidían los obispos. Pero el trono también puede encarnar el principio de que una catedral hace a un obispo; tanto específicamente, en el sentido de que el obispo es elegido dentro de la catedral y es inaugurado al ser entronizado dentro de la catedral por aclamación del clero y los laicos; y también en general, en el sentido de que las cualificaciones esenciales de los obispos de la oración regular, el aprendizaje superior y el culto musical fueron durante muchos siglos, principalmente accesibles a través de las funciones de la catedral. En esto hay una distinción entre aquellas tradiciones eclesiásticas, predominantemente las del cristianismo ortodoxo oriental, pero que anteriormente también incluían a las iglesias del Celta en Irlanda, Escocia y Gales, cuyos obispos se formaban en monasterios; y aquellas tradiciones eclesiásticas cuyos obispos han tendido predominantemente a surgir a través de las filas del clero catedralicio.
En la tradición católica, el término catedral se aplica correctamente sólo a una iglesia que alberga la sede del obispo de una diócesis. La iglesia abacial de una abadía territorial cumple la misma función (es decir, alberga la sede del abad), pero no adquiere el título. En cualquier otra jurisdicción canónicamente equivalente a una diócesis pero no erigida canónicamente como tal (prelatura, vicariato, ordinariato, prefectura, administración apostólica), la iglesia que cumple esta función se denomina correctamente "iglesia principal" de la entidad respectiva -aunque algunos han cooptado el término catedral de todos modos. La Iglesia católica también utiliza los siguientes términos.
- Una pro-catedral es una parroquia u otra iglesia utilizada temporalmente como catedral, normalmente mientras la catedral de una diócesis está en construcción, renovación o reparación. Esta designación sólo se aplica mientras dure el uso temporal.
- Una concatedral es una segunda catedral en una diócesis que tiene dos sedes. Esta situación puede surgir de varias maneras, como la fusión de dos antiguas diócesis, la preparación para dividir una diócesis o la necesidad percibida de realizar funciones catedralicias en un segundo lugar debido a la extensión del territorio diocesano. Otros tipos de grandes templos cristianos en Europa Occidental son las abadías y las concatedrales. Se denomina 'concatedral' a un edificio religioso que tiene rango de catedral, pero subordinado a otro templo catedralicio considerado principal, en aquellas diócesis que, por razones históricas o por transferencia o aumento de población, tienen dos o más sedes. Ejemplos de concatedrales son las de Santa María en Cáceres, o las del mismo nombre en Guadalajara, Logroño, Castellón, Mérida y la de San Pedro en Soria, todas ellas en España.

Otros tipos de grandes templos cristianos en Europa Occidental son las abadías y las concatedrales. 
Se denomina 'concatedral' a un edificio religioso que tiene rango de catedral, pero subordinado a otro templo catedralicio considerado principal, en aquellas diócesis que, por razones históricas o por transferencia o aumento de población, tienen dos o más sedes. Ejemplos de concatedrales son las de Santa María en Cáceres, o las del mismo nombre en Guadalajara, Logroño, Castellón, Mérida y la de San Pedro en Soria, todas ellas en España.
- Una proto-catedral (tdl. ‘primera catedral’) es la antigua catedral de una véase transferida.

La iglesia catedral de un obispo metropolitano se denomina catedral metropolitana.
En realidad, el término catedral no implica el tamaño o la ornamentación del edificio, aunque muchas catedrales son edificios impresionantes simplemente porque las celebraciones diocesanas suelen requerir la capacidad de una de las iglesias más grandes de la diócesis. Así, el término catedral se aplica a menudo coloquialmente a iglesias grandes e impresionantes que no funcionan como catedrales, (por ejemplo, la Catedral del Ártico de Tromsø, Noruega y la Sagrada Familia, una basílica menor de Barcelona).
El término procatedral es usado cuando una iglesia es temporalmente elevada al rango de catedral de una diócesis mientras se define o se construye la definitiva, por ejemplo, la Procatedral de Santa María (Dublín) o la Procatedral de San Juan (Perth). Mientras que el de protocatedral es dado a una antigua catedral de un obispado transferido a otra sede, por ejemplo la Protocatedral de Santa María (Los Ángeles).

### Otros nombres

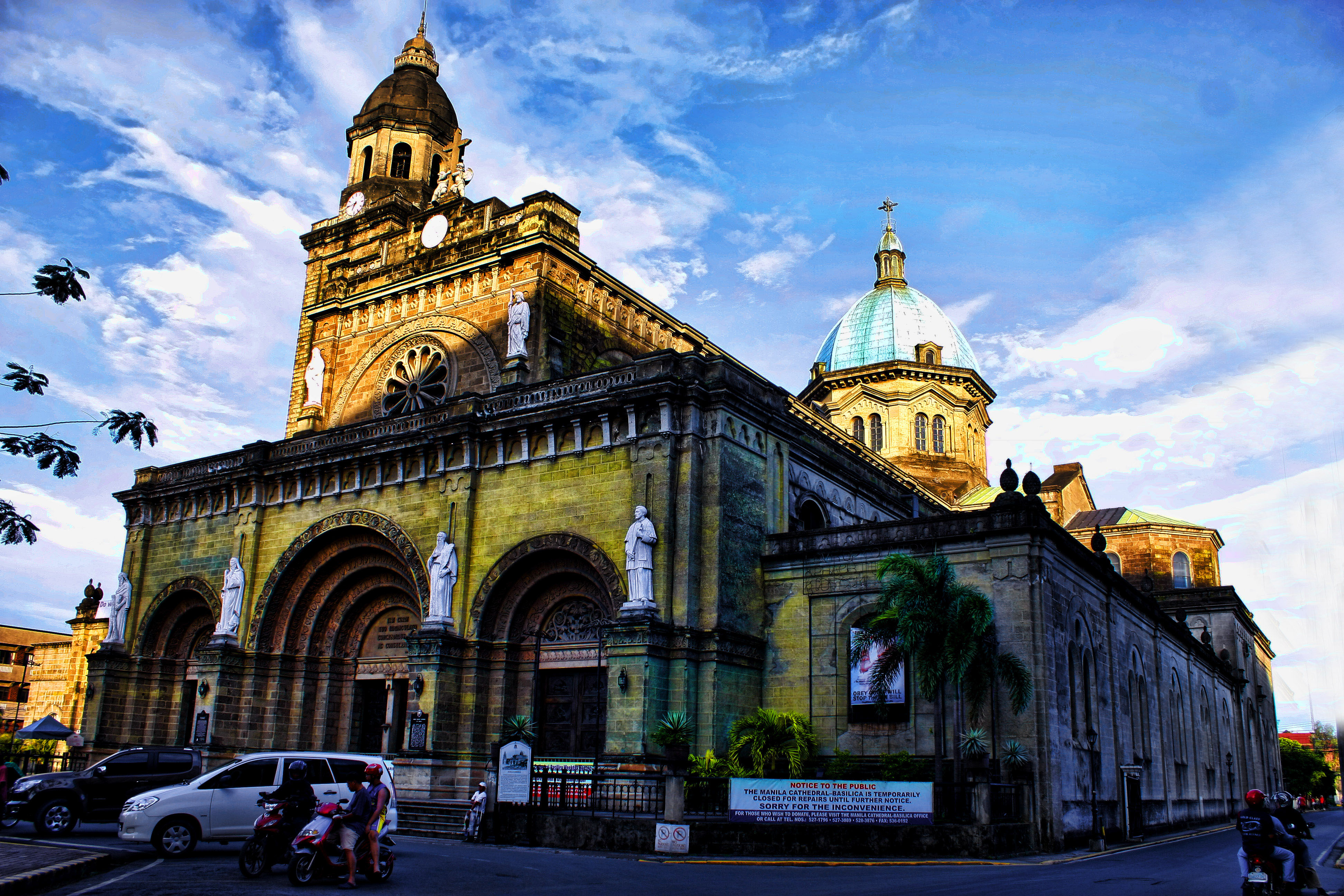
Catedral de Manila en Filipinas.

Catedral de Helsinki en Finlandia.

Otro nombre común para la catedral fue la expresión latina domus dei ('casa de Dios'). Las palabras domus (casa) y dominus (señor) comparten un mismo origen. De esta raíz latina derivan los términos alemán dom e italiano duomo. En español, a veces se denomina seo ('la sede') a la catedral, al igual que en idioma aragonés y en idioma catalán (seu). También en portugués y en gallego la palabra tiene ese origen (sé).
En Estrasburgo (en la región francesa de Alsacia), y otros muchos sitios de Alemania, y varios de Inglaterra, la catedral se conoce como münster (alemán) o minster (inglés), del latín monasterium, puesto que todas las catedrales tienen siempre a su servicio un cabildo o grupo clérigos que, en muchas ocasiones (sobre todo en el pasado), han vivido en comunidad, y de ahí que muchas catedrales posean claustro y sala capitular.
Uno de los primeros usos del término ecclesia cathedralis aparece en las actas del Concilio de Tarragona de 516. Otro nombre para una catedral es ecclesia mater, que hace hincapié en la función de madre que dicha iglesia tiene respecto a las demás de la diócesis. Por ser la más importante, también se la conocía como ecclesia major.

## Historia

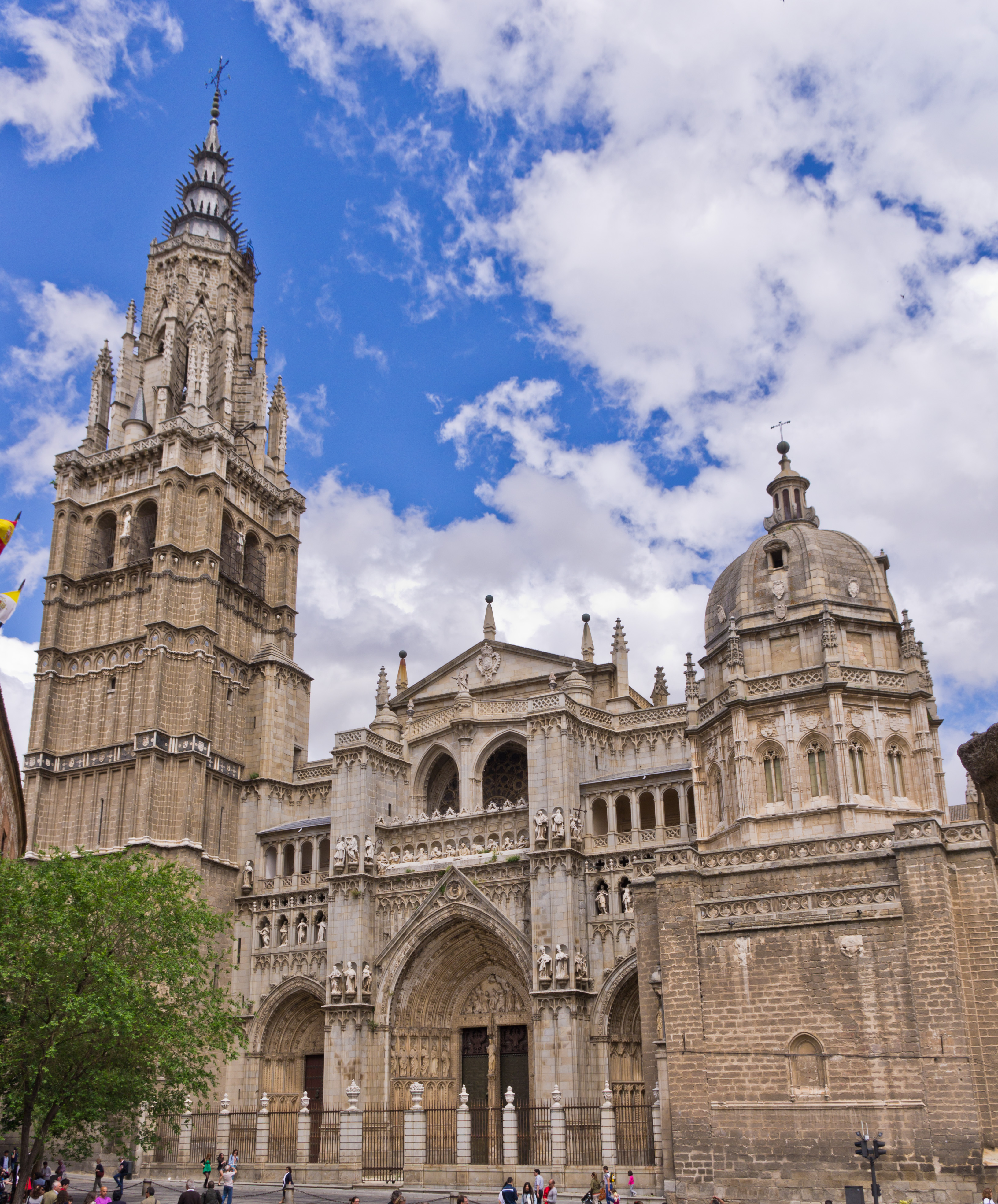
Catedral de Santa María de Toledo, en España.

Las catedrales surgieron como una nueva construcción o como evolución de una primigenia iglesia monacal elevada al estatus de sede del obispo. Las actividades misioneras, el poder eclesiástico y las cuestiones demográficas son las que han ido determinando qué iglesias merecían y merecen el título de catedral, al mismo tiempo que surgían, se fusionaban o suprimían las diferentes diócesis.

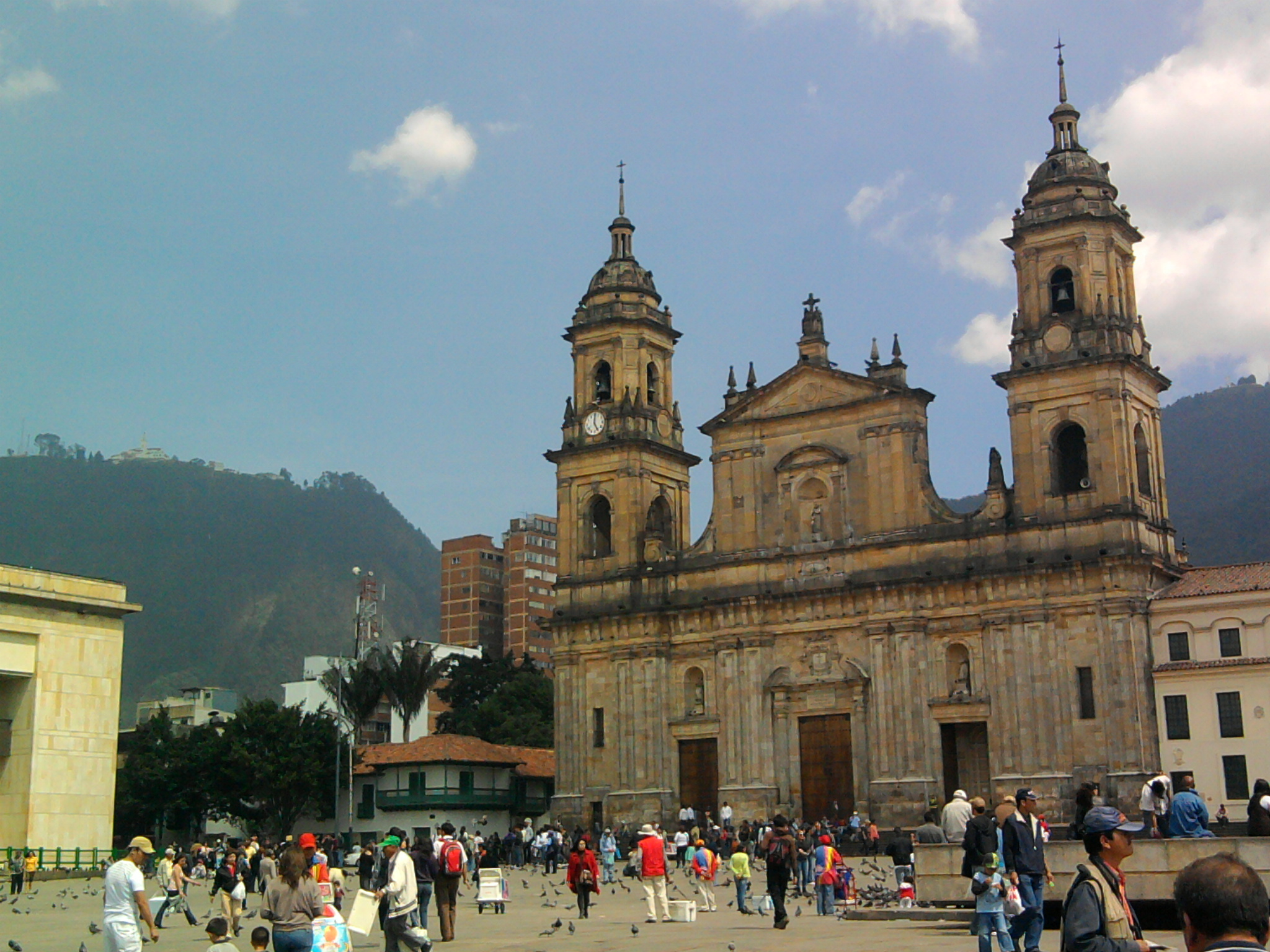
Catedral Basílica Metropolitana y Primada de la Inmaculada Concepción y San Pedro de Bogotá.

En un principio, la iglesia sede del obispo y cabeza de las demás iglesias de la diócesis no tuvo una tipología especial. Durante los primeros siglos del cristianismo y el Medioevo (siglos IV al XI) las catedrales no se diferenciaban demasiado de otros centros de culto, como las iglesias monacales o los templos dedicados a los mártires. Es a partir del siglo XI cuando la catedral va adquiriendo una configuración y unas dimensiones que la diferencian de los demás templos. Esto tuvo su momento álgido durante los siglos XIII, XIV, XV y parte del XVI, coincidiendo con el surgimiento del arte gótico. En esa época, las catedrales adquirieron, además de la característica que las define, que es ser sede episcopal, otras connotaciones en las que intervenían la imagen y el prestigio de las ciudades en las que se construían, determinando una verdadera carrera por hacer de estos templos edificios grandiosos y monumentales. A día de hoy, la idea de catedral se sigue asimilando con el estilo gótico.

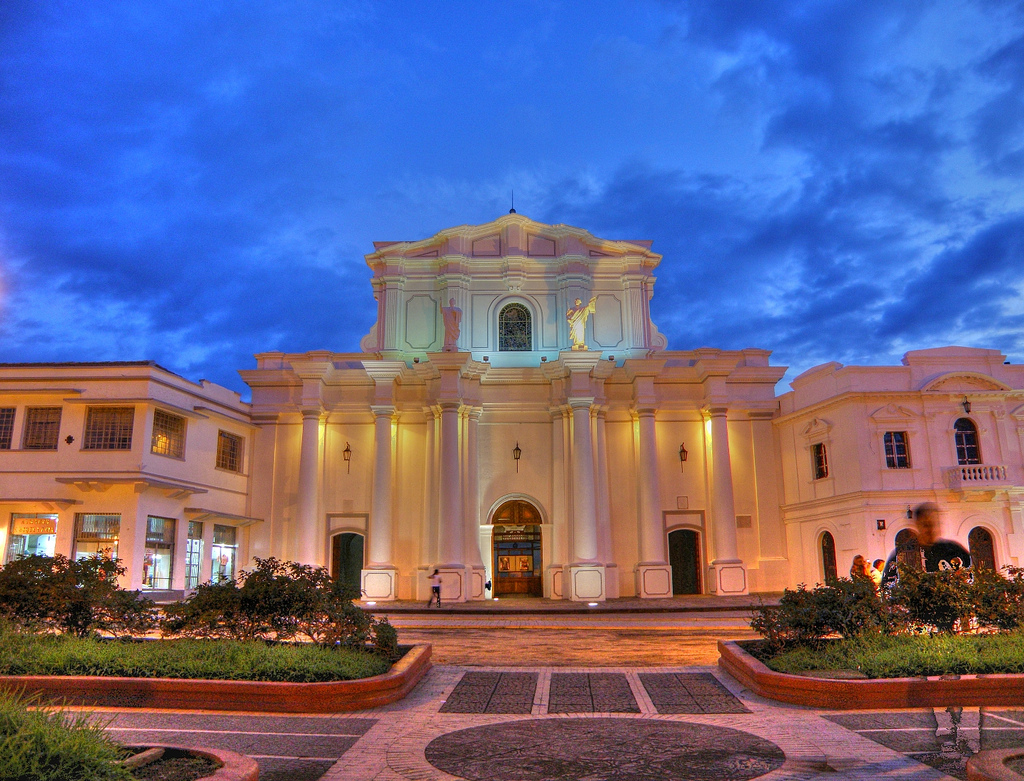
Catedral Basílica de Nuestra Señora de la Asunción de Popayán.

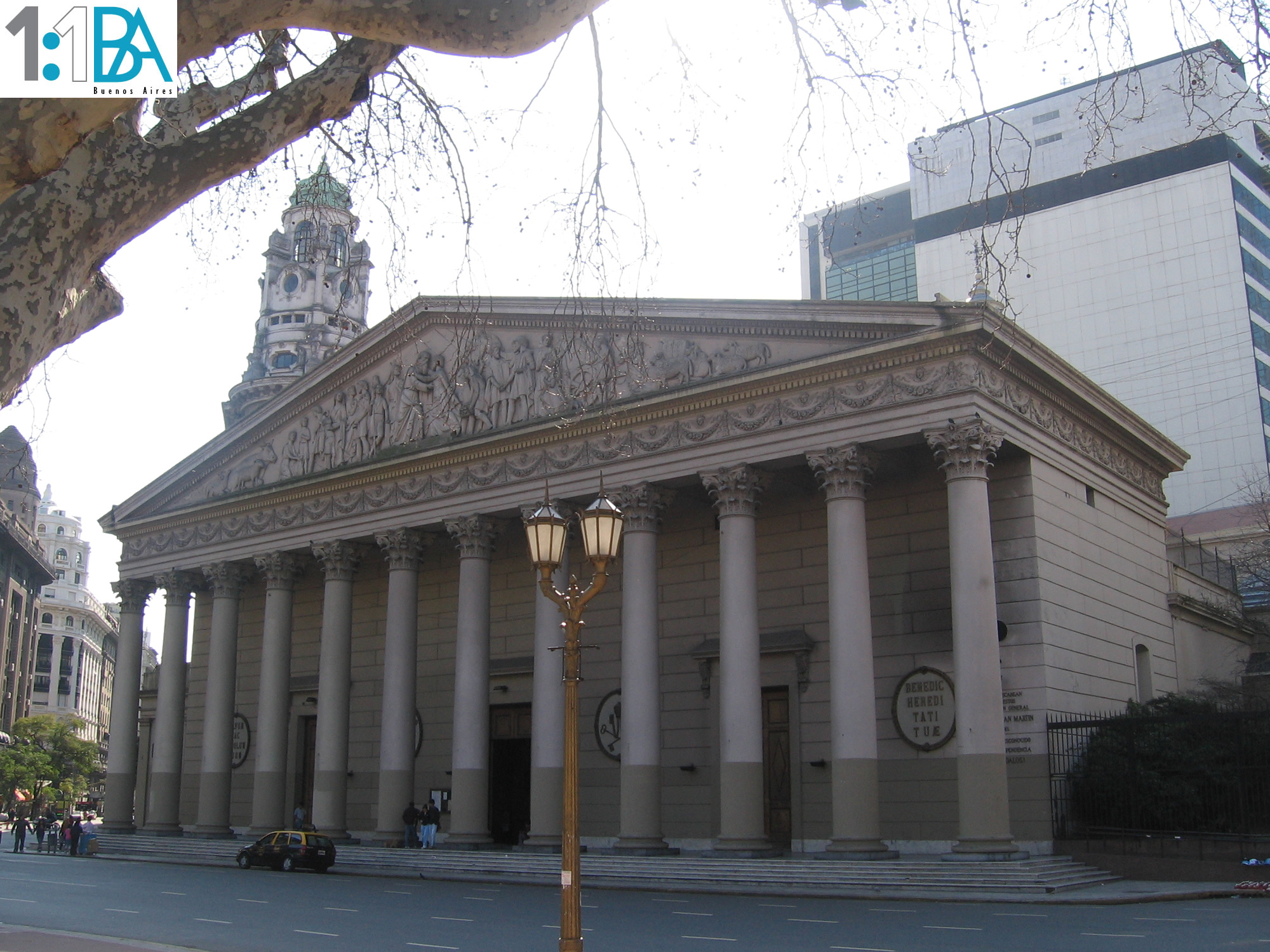
Catedral metropolitana de Buenos Aires.

Posteriormente, la aparición de la Reforma protestante y otra serie de factores determinaron que las catedrales fueran moderando su tamaño y su magnificencia, aunque continuaron siendo edificios señeros e imponentes, adaptándose a los cambios de gusto y a los diferentes estilos artísticos.

### Orígenes y características de las primeras catedrales
La historia de las catedrales comenzó en el año 313, cuando el emperador Constantino el Grande adoptó personalmente el cristianismo e inició la Paz de la Iglesia. De hecho, en terminología estricta, no pudo haber "catedrales" antes de esa fecha, ya que antes del siglo IV no había "cathedrae" cristianas; los obispos nunca estaban sentados cuando dirigían el culto congregacional, sino que presidían de pie sobre una plataforma elevada o pulpitum. En el siglo III, la frase "subir al estrado", ad pulpitum venire, se convierte en el término estándar para la  ordenación cristiana. Durante el asedio de Dura Europos en 256, una iglesia cristiana completa, o domus ecclesiae fue enterrada en un banco defensivo, sobreviviendo cuando se excavó, en algunos lugares a la altura de la parte superior de la pared. La iglesia de Dura había sido transformada a partir de una gran casa urbana con patio de forma estándar, en la que se habían unido dos habitaciones para formar un salón de actos, con capacidad para 60-75 personas de pie; mientras que en una habitación del lado opuesto del patio se había insertado una cisterna a modo de baptisterio, con ricas pinturas murales sobre ella. Se descubrió que la sala grande tenía un púlpito elevado en un extremo, lo bastante grande para que una persona leyera, predicara y presidiera por turnos, pero demasiado bajo para estar coronado por un trono y demasiado pequeño para contener un altar. Por lo demás, la gran sala no tenía decoración ni rasgos distintivos.
En 269, poco después de que Dura cayera en manos del ejército persa, un grupo de clérigos redactó un pliego de cargos contra el obispo de Antioquía, Pablo de Samosata, en forma de carta abierta. Entre las acusaciones figuraba que Pablo, que había recibido el rango civil de ducenarius debido a sus contactos en la corte imperial, había erigido indebidamente un recinto, o secretum, para sí mismo en la iglesia de Antioquía; que dentro de este recinto había erigido un trono desde el que presidía el culto; y que había entrenado a un coro femenino para cantar himnos de su propia invención. Todas estas prácticas fueron condenadas como innovaciones, que importaban indebidamente los símbolos de su secular magistratura romana al ritual eclesiástico, al tiempo que afirmaban presuntuosa y blasfemamente que la persona del obispo en el culto eucarístico estaba sentada en el lugar del propio Cristo. Sin embargo, en cien años, todos los obispos del mundo mediterráneo tenían catedrales, todos se sentaban en tronos dentro de un santuario cerrado y todos habían establecido coros formados para realzar el culto eucarístico.
El principio impulsor de este cambio fue la aceptación por parte de los obispos, más o menos de buen grado, de una invitación imperial a adoptar y mantener los deberes, la dignidad y las insignias propias de un magistrado público. Característicamente, un magistrado romano presidía desde un trono elevado en una sala rectangular grande, ricamente decorada y con pasillos llamada basílica; y ahora los obispos harían lo mismo. La más antigua de estas nuevas catedrales basilicales de la que aún quedan restos visibles (y quizá una de las primeras que se construyeron) se encuentra bajo la Catedral de Aquilea, en el extremo norte del mar Adriático. Fechado por una inscripción en mosaico entre 313 y 319, el complejo constaba de dos salas paralelas de este a oeste, de tamaño similar, con una tercera sala transversal de norte a sur, más pequeña, que las conectaba y que se ha interpretado como la sala de presencia del episcopium o residencia del obispo. Las tres salas crean un patio abierto, en el que originalmente se encontraba un baptisterio independiente. De las dos grandes salas basilicales se conservan ricos pavimentos de mosaico que muestran (entre otras escenas) Jonás y la ballena, y una serie de retratos de donantes, en su mayoría mujeres. Parece ser que poco después se erigieron catedrales similares de doble basílica y baptisterio en Milán, Tréveris y Pavía; pero que posteriormente las iglesias de basílica única se convirtieron en el modelo catedralicio más común.
La declaración imperial de Constantino a favor del cristianismo transformó todos los aspectos de la vida cristiana en el Imperio Romano. De ser una religión minoritaria, confinada en gran medida a las zonas urbanas y a grupos sociales restringidos, y sujeta a la hostilidad oficial y a persecuciones ocasionales, el cristianismo pasó a contar con un número mucho mayor de adeptos potenciales de todas las clases, al principio todavía dentro de las zonas urbanas, pero con el tiempo se extendió al pagus, el interior rural de la ciudad. La consecuencia fue una expansión radical de los edificios, la financiación y el personal de los establecimientos eclesiásticos asociados a lo largo del siglo IV. Las primeras catedrales representan materialmente esta expansión.

#### Edificios
La ubicación y el trazado de las primeras catedrales variaban sustancialmente de una ciudad a otra, aunque la mayoría, como en Aquilea, tendían a situarse dentro de las murallas de la ciudad pero alejadas del centro urbano; casi siempre se encuentran ciertos elementos.

#### Basílicas
Las Basílicasas salas habían sido anteriormente características de los grandes complejos cívicos y de los cuarteles militares, pero ahora se convirtieron en la estructura estándar para albergar grandes congregaciones cristianas. A partir de entonces, el término basílica designa cualquier edificio eclesiástico importante. La escala de estas nuevas basílicas era totalmente distinta a la de las anteriores salas de asamblea cristianas, como también lo era su forma respecto a cualquier templo o estructura religiosa romana no cristiana. Las salas eran longitudinales, con pasillos e inundadas de luz por grandes claristorios. Los suelos y las paredes estaban ricamente decorados con mosaicos e incrustaciones, normalmente con motivos abstractos o florales. Las dos basílicas dobles originales de Aquilea tenían un tamaño de 37 por 17 metros, pero en 30 años una de las salas se cuadruplicó hasta alcanzar los 73 por 31 metros. Esta basílica ampliada presentaba ahora tres rasgos adicionales que se convirtieron en característicos de las primeras catedrales: un recinto en el extremo oriental de la iglesia que rodeaba el altar; un synthronons al este del altar orientado hacia el oeste, y consistente en un estrado elevado con un trono episcopal situado en el centro y bancos a ambos lados para el clero de su familia; y un nártex dividido en el extremo occidental al que se retiraban los catecúmenos durante el acto central de la liturgia  eucarística.

#### Baptisterios
El baptisterio de la iglesia de Dura tenía aproximadamente un metro cuadrado y un metro de profundidad; los candidatos al bautismo podían permanecer de pie en él, pero no podían ser sumergidos. En las nuevas catedrales, como antes, sólo bautizaban los obispos, y las ceremonias no se celebraban más de dos veces al año para permitir periodos de instrucción adecuados. Así pues, los baptisterios debían aumentar considerablemente de tamaño, con los correspondientes espacios para garantizar la intimidad a la hora de desvestirse, ungirse y vestirse de nuevo; y la pila bautismal, normalmente octogonal, era ahora lo suficientemente profunda para la inmersión total, y lo suficientemente ancha para acomodar tanto al candidato como a un diácono o diaconisa que lo asistiera. Los baptisterios adoptaban por lo general formas de planta centralizada derivadas de las capillas funerarias; y están invariablemente separados de la basílica congregacional.

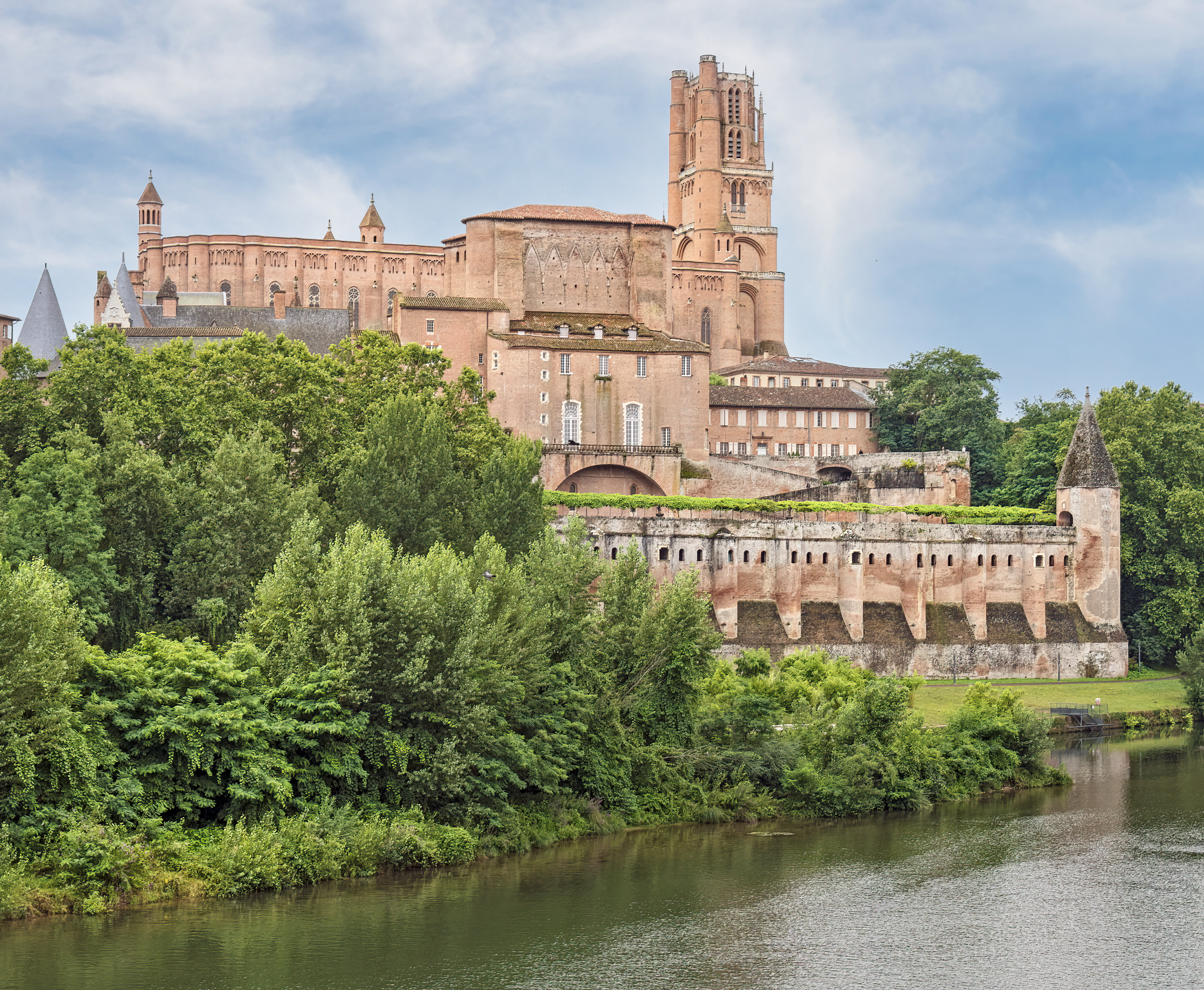
El Palais de la Berbie, palacio episcopal de Albi, Francia

#### Episcopium
En la casa-iglesia de Dura no vivía nadie; en la reconversión se eliminaron instalaciones residenciales como la letrina y la cocina. Pero los complejos catedralicios siempre incluían una residencia episcopal. Entre las acusaciones que se habían dirigido contra Pablo de Samosata destacaba su supuesta excesiva familiaridad con las mujeres piadosas. Como era común, Pablo había estado casado cuando fue elegido obispo; y de nuevo, como se esperaba universalmente de un obispo, había cesado el contacto sexual con su esposa y ya no cohabitaba con ella. Pero sus acusadores le acusaron de que, al seguir relacionándose con otras mujeres (incluso sin ningún indicio de incorrección real), estaba creando un potencial inaceptable de escándalo. Para evitar que se produjeran casos similares, fue necesario que las nuevas catedrales crearan residencias sólo para hombres para el obispo y todo su estamento; y puesto que, en las iglesias de Occidente, todos los presbíteros y diáconos también debían vivir separados de sus esposas después de la ordenación, estas residencias, el episcopium, tenían necesariamente una extensión considerable. Además de las habitaciones para comer y dormir para los niños y hombres ordenados, el episcopium también solía tener comedores privados para la hospitalidad que se esperaba del estatus social del obispo, un oratorio privado o capilla para el obispo, y a menudo una casa de baños.

## Usos

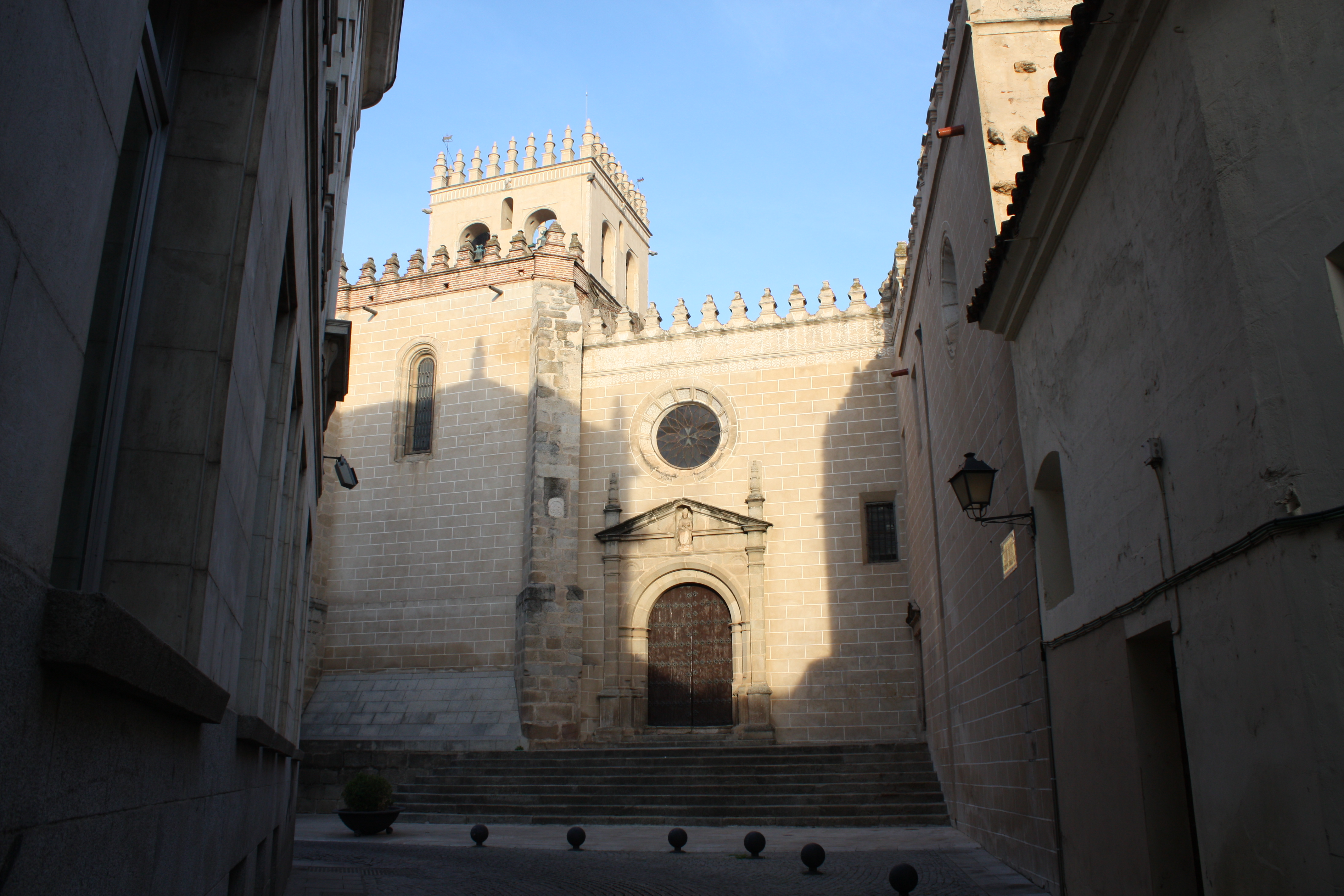
Catedral Metropolitana de la ciudad de Badajoz (España), ejemplo de catedral-fortaleza, única en su género y época.

En un principio, en el interior de las catedrales, además de la liturgia, se impartían estudios, especialmente en teología, gramática y latín. Este fue el origen de las escuelas o estudios catedralicios, una de las primeras formas de estudio reglado, que evolucionó poco a poco hasta dar lugar a las actuales universidades.

## Referencias en literatura

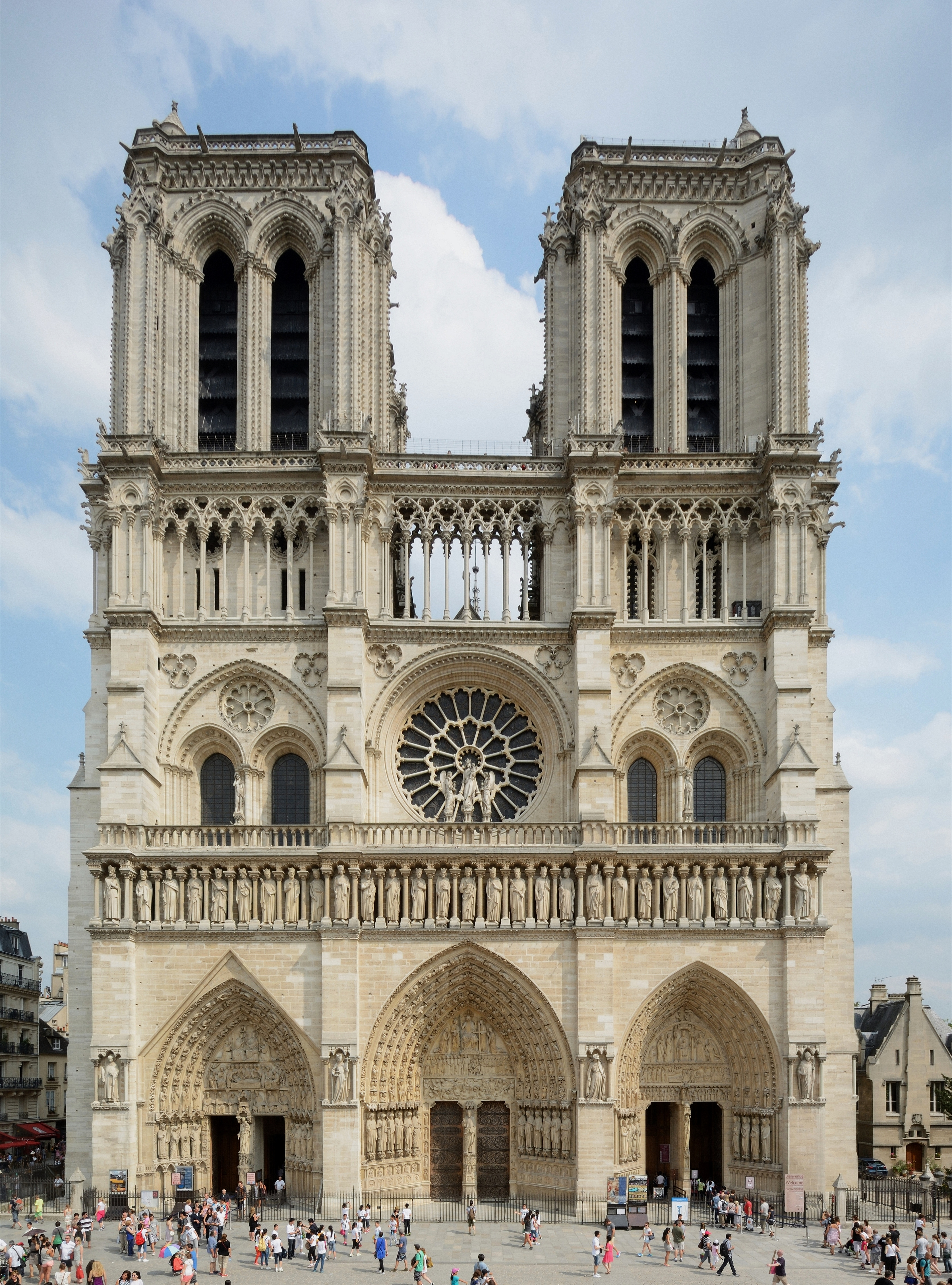
Catedral Basílica de Notre Dame (París).